# Porto franco (trasporto)
Il termine porto franco è di uso comune in italiano per designare una spedizione di merci, normalmente camionistica, con pagamento e rischio del trasporto a carico del mittente. Il termine ad esso contrario è porto assegnato.

## Caratteristiche
Si tratta di un termine usato talvolta e impropriamente anche nel caso di spedizioni internazionali, dove le rese del trasporto sono invece codificate dall'Incoterms e la resa maggiormente assimilabile è la Delivered Duty Paid.

## La consegna delle merci
L'indicazione relativa viene apposta sul DDT (Documento di trasporto) accompagnante la spedizione e vincola il soggetto che accetta il contratto di spedizione a non richiedere alcun compenso al destinatario indicato sul documento stesso per le sue prestazioni. Solitamente le competenze del trasportatore sono concordate prima della partenza sia nella quantità che nella forma di pagamento.
In abbinamento la consegna della merce può essere vincolata al pagamento della stessa al latore e nel momento stesso dell'arrivo; tale clausola aggiuntiva è indicata come contro assegno e deve essere completata con l'indicazione esatta della cifra da riscuotere.